# Cedusa
Cedusa är ett släkte av insekter. Cedusa ingår i familjen Derbidae.

## Dottertaxa tillCedusa, i alfabetisk ordning[1]
- Cedusa africana
- Cedusa albolineata
- Cedusa alexanderi
- Cedusa andara
- Cedusa angolensis
- Cedusa apicata
- Cedusa arizonensis
- Cedusa aziza
- Cedusa balli
- Cedusa balloui
- Cedusa beameri
- Cedusa bedusa
- Cedusa belma
- Cedusa belopa
- Cedusa bicolor
- Cedusa blantoni
- Cedusa bosnica
- Cedusa brachycara
- Cedusa brazilensis
- Cedusa bruneri
- Cedusa brunnea
- Cedusa caldwelli
- Cedusa californica
- Cedusa caribbensis
- Cedusa carolinensis
- Cedusa carranzensis
- Cedusa carropia
- Cedusa catasia
- Cedusa cedusa
- Cedusa chuluota
- Cedusa cocos
- Cedusa coerulea
- Cedusa colona
- Cedusa complicata
- Cedusa concava
- Cedusa consimilis
- Cedusa costaricensis
- Cedusa cubensis
- Cedusa cubica
- Cedusa cyanea
- Cedusa cydippe
- Cedusa dampfi
- Cedusa delongi
- Cedusa dietzi
- Cedusa digitata
- Cedusa dilbata
- Cedusa distincta
- Cedusa dlabolae
- Cedusa drilda
- Cedusa dubiata
- Cedusa ecuadorensis
- Cedusa edentata
- Cedusa edox
- Cedusa elongata
- Cedusa enosala
- Cedusa exiqua
- Cedusa febora
- Cedusa fellea
- Cedusa fennahi
- Cedusa fitchiella
- Cedusa flava
- Cedusa flavescens
- Cedusa flavicephala
- Cedusa flavida
- Cedusa flynni
- Cedusa fowleri
- Cedusa funesta
- Cedusa furcata
- Cedusa furcifera
- Cedusa fusca
- Cedusa fuscata
- Cedusa garambaensis
- Cedusa gedusa
- Cedusa glutinosa
- Cedusa gonuga
- Cedusa grancara
- Cedusa hampora
- Cedusa hyola
- Cedusa idonea
- Cedusa ignota
- Cedusa impada
- Cedusa incisa
- Cedusa inflata
- Cedusa insularis
- Cedusa irengana
- Cedusa isinara
- Cedusa isinica
- Cedusa isthmusensis
- Cedusa jacobii
- Cedusa jacula
- Cedusa janola
- Cedusa jarata
- Cedusa jinwista
- Cedusa kalala
- Cedusa kedusa
- Cedusa kilisica
- Cedusa kinoxa
- Cedusa kivuensis
- Cedusa kulashi
- Cedusa kulia
- Cedusa ledusa
- Cedusa licea
- Cedusa lineata
- Cedusa littorea
- Cedusa longispina
- Cedusa lugubrina
- Cedusa lumeda
- Cedusa macateei
- Cedusa maculosa
- Cedusa magnifica
- Cedusa malloch
- Cedusa marlota
- Cedusa martini
- Cedusa masirica
- Cedusa medleri
- Cedusa medusa
- Cedusa mesasiatica
- Cedusa metcalfi
- Cedusa mexicana
- Cedusa minuenda
- Cedusa minuta
- Cedusa miserabilis
- Cedusa montana
- Cedusa monticola
- Cedusa morrisoni
- Cedusa muiri
- Cedusa mutilata
- Cedusa ndelelensis
- Cedusa neodigitata
- Cedusa neomaculata
- Cedusa nigra
- Cedusa nortoma
- Cedusa noxora
- Cedusa obscura
- Cedusa olasca
- Cedusa olseni
- Cedusa ozada
- Cedusa pacuta
- Cedusa panamensis
- Cedusa pedusa
- Cedusa peruensis
- Cedusa pipsewa
- Cedusa plaumanni
- Cedusa plummeri
- Cedusa poochia
- Cedusa praecox
- Cedusa proxima
- Cedusa pseudomaculata
- Cedusa pseudonigripes
- Cedusa quimata
- Cedusa quinquespinosa
- Cedusa quinteca
- Cedusa redusa
- Cedusa remettei
- Cedusa reota
- Cedusa rorida
- Cedusa roseifrons
- Cedusa saegeri
- Cedusa sanctaecatharinae
- Cedusa sarmatica
- Cedusa senbara
- Cedusa serrata
- Cedusa shawi
- Cedusa sicula
- Cedusa similis
- Cedusa simplex
- Cedusa siopa
- Cedusa soluta
- Cedusa spinosa
- Cedusa stali
- Cedusa striata
- Cedusa tincta
- Cedusa tropicalis
- Cedusa turkestanica
- Cedusa tuvaga
- Cedusa ulora
- Cedusa unsera
- Cedusa ussurica
- Cedusa uzamu
- Cedusa vanduzeei
- Cedusa varopa
- Cedusa vedusa
- Cedusa venosa
- Cedusa verschureni
- Cedusa whitei
- Cedusa widisca
- Cedusa vidola
- Cedusa wolcotti
- Cedusa wontula
- Cedusa woodsholensis
- Cedusa woodyga
- Cedusa vulgaris
- Cedusa xenga
- Cedusa xipola
- Cedusa xumara
- Cedusa yarosa
- Cedusa yipara
- Cedusa yowza
- Cedusa zantata
- Cedusa zaxoza
- Cedusa zedusa
- Cedusa zeteki